# 피터 래빗 2: 파 프롬 가든
《피터 래빗 2: 파 프롬 가든》(영어: Peter Rabbit 2: The Runaway)은 2021년 개봉한 코미디 애니메이션 영화이다. 윌 글럭이 감독과 공동각본을 맡았으며, 2018년 애니메이션 영화 《피터 래빗》 의 후속 작품이다.

## 출연

### 주연
- 제임스 코든 ... 피터 래빗 역 (목소리)
- 도널 글리슨 ... 제레미 피셔 / 토마스 맥그리거 역
- 로즈 번 ... 비 / 제미마 퍼들덕 역

### 조연
- 마고 로비 ... 플롭시 역 (목소리)
- 엘리자베스 데비키 ... 몹시 역 (목소리)
- 데이지 리들리 ... 코튼 테일 역 (목소리)